# 成沢伍一郎
成沢 伍一郎（旧字体：成󠄁澤 伍一郞、なるさわ ごいちろう、1881年（明治14年）4月15日 - 1954年（昭和29年）8月15日）は、大正から昭和時代前期の政治家、実業家。長野県上田市長。上田信用金庫理事長。上田信用組合長。旧姓・小出。前名・恵。

## 経歴
長野県更級郡中津村（現・長野市川中島町）に生まれた。小出甫之助の三男、小出孝太郎の弟。1911年（明治44年）、先代・成沢伍一郎の養子となり、養父の没後、伍一郎を襲名する。
旧制上田中学（長野県上田高等学校）、旧制第二高等学校を経て、1914年（大正3年）7月に東京帝国大学法科大学法律学科（英法）を卒業。直ちに家業の絹紬買次商を継ぐ。弁護士登録をする。織物卸商を営む。
1919年（大正8年）5月1日、小県郡上田町が市制施行し上田市が成立すると、同市市会議員に当選する。1924年（大正13年）市会議長となり、1930年（昭和5年）5月9日、上田市長に就任した。上田飛行場の建設、鐘淵紡績工場（カネボウの前身）の誘致などに尽力。1938年（昭和13年）5月8日、退任。
その他、1920年（大正9年）に部落解放融和運動団体『信濃同仁会』が発足すると、常任理事となり、1928年（昭和3年）に理事長となる。1922年（大正11年）上田信用組合を設立し、同組合長を経て、のち中信銀行の常務取締役を兼職。さらに、上田商工会議所会頭、上田織物組合長、上田神社大惣代など要職を歴任した。

## 人物
多年融和事業に尽くしたため、融和事業功労者として1930年4月の観桜御会に召された。
貴族院多額納税者議員選挙の互選資格を有する。長野県多額納税者に列し、直接国税484円を納める。
1915年、家督を相続。趣味は剣道、刀剣。宗教は禅宗。住所は長野県上田市原町。
「雷市長」と呼ばれたが、情味豊かな人柄だった。
東京帝大在学時吉野作造に私淑していた。

## 家族・親族
成沢家
- 養父・伍一郎[6][7] - 長野県の絹紬卸兼真綿卸商で、「萬屋」と称する[16]。
- 妻（1888年 - ?、養父伍一郎の長女）[6][7][11]
- 長男[10]
- 二男・昌茂[6]（1925年 - 2021年、脚本家）
- 娘[6][7]

親戚
- 養従兄・成沢金兵衛[6]（日本写真協会専務理事、朝日新聞社、全日本写真連盟各顧問[3]）

## 著作
編著
- 『成沢七郎左衛門寛経之墓碑』、1944年。